# Östergötlands runinskrifter 146
Östergötlands runinskrifter 146 är en vikingatida runsten vid Dagsbergs kyrka i Norrköpings kommun. Stenen är av gråsten och står rest framför den västra kyrkogårdsmuren, några meter från den på muren stående Ög 145. Överdelen av är avslagen och delar saknas. En del som är i behåll har sammanfogats med övriga runstenen. Stilen med slingan som en orm vars huvud ses ur fågelperspekiv gör åren 1010/1015-1040/1050 till den mest sannolika tiden för ristningens tillkomst.  

## Translitterering
I translittererad form lyder runinskriften:
× ufraþ × siti skin ... (r)ulf (f)aur sin × rkil uk ... ...k stin þina +

## Översättning
I översättning till dagens svenska är följande vad som står på stenen:
"Ofrad satte stenen ... (efter) sin fader Ärkel och ..."